# Juan Carlos Ceballos
Juan Carlos Ceballos Pinto (Barcelona, España, 7 de abril de 1983) es un futbolista español. Juega de defensa en el SFC Minerva.

## Trayectoria
Formado en las categorías inferiores del conjunto RCD Espanyol y en las de la selección nacional. Se da la peculiaridad que mantenía una estrecha amistad con el fallecido Daniel Jarque, que había llegado incluso a que Jarque fuera el padrino de la única hija de Ceballos.
Para la temporada 2012/2013 ficha por el Fútbol Club Cartagena, conjunto recién descendido de la Segunda División y con el que competirá en el grupo IV de la Segunda División B con el objetivo del ascenso. Finalmente, termina la liga regular como subcampeón de grupo y disputa las eliminatorias de ascenso a Segunda División con el conjunto departamental. Hasta la fecha lleva disputado 35 partidos (34 de Liga y 1 de Copa) con el equipo albinegro.

## Clubes
| Club                    | País   | Año       |
| ----------------------- | ------ | --------- |
| RCD Espanyol B          | España | 2001-2004 |
| Levante UD B            | España | 2004-2005 |
| Levante UD              | España | 2005-2006 |
| Ciudad de Murcia        | España | 2006-2007 |
| Racing de Ferrol        | España | 2007-2008 |
| Córdoba CF              | España | 2008-2010 |
| Club de Futbol Badalona | España | 2011-2012 |
| Fútbol Club Cartagena   | España | 2012-2013 |
| Cádiz Club de Fútbol    | España | 2013-2014 |
| Fútbol Club Cartagena   | España | 2014-2018 |
| Fútbol Club Jumilla     | España | 2018      |
| Mar Menor Fútbol Club   | España | 2018-2019 |
| SFC Minerva             | España | 2019-     |

Actualizado a 1 de noviembre de 2013.